# Ípsilon Ophiuchi
Ípsilon Ophiuchi o Upsilon Ophiuchi (υ Oph / 3 Ophiuchi / HD 148367 / HR 6129) es una estrella en la constelación de Ofiuco (el portador de la serpiente) de magnitud aparente +4,63. Se encuentra a 122 años luz de distancia del sistema solar.
Ípsilon Ophiuchi es una estrella blanca de la secuencia principal de tipo espectral A3m con una temperatura superficial de 7961 K.
La m indica que es una estrella con líneas metálicas (o estrella Am) con un espectro que presenta líneas de absorción fuertes y a menudo variables de algunos metales, y deficiencias de otros. Ello se debe a que algunos elementos que absorben mejor la luz son empujados hacia la superficie, mientras que otros se hunden debido a la fuerza de la gravedad. Este efecto tiene lugar sólo si la velocidad de rotación es baja, como en el caso de Ípsilon Ophiuchi, cuya velocidad proyectada es de 18 km/s.
Su radio es 2,1 veces mayor que el radio solar.
Ípsilon Ophiuchi es una estrella binaria espectroscópica; el período orbital es de 27,218 días y la órbita es altamente excéntrica (ε = 0,74).